# J. Michael Harrison
John Michael Harrison (* 4. September 1944) ist ein US-amerikanischer Mathematiker und Ökonom. Er ist Professor an der Graduate School of Business der Stanford University.

## Ausbildung und Karriere
Harrison erhielt 1966 seinen Bachelor-Abschluss in Industrial Engineering an der Lehigh University und seinen Master-Abschluss 1967 an der Stanford University, an der er 1970 bei Frederick Stanton Hillier in Operations Research promoviert wurde (Queueing Models for Assembly-Like Systems). Danach war er Assistant Professor, 1973 Associate Professor und 1978 Professor in Stanford. Er ist dort Adams Distinguished Professor of Management.
1982/83 war er Gastprofessor an der Northwestern University, 1977 und 1983 Gastwissenschaftler an den Bell Laboratories und 1972/73 Analytiker am Stanford Research Institute (SRI).

## Forschung
Harrison befasst sich mit stochastischen Prozessen, stochastischen Netzwerken (Brownsche Netzwerke) zum Beispiel in Logistik, im Internet oder bei der Optimierung von Call-Centern, Theorie der  Optionen und Mikroökonomie (Revenue Management, Dynamische Preisgestaltung).

## Preise und Ehrungen
- 2001: Frederick-W.-Lanchester-Preis[2]
- 2004: John-von-Neumann-Theorie-Preis

Harrison ist zudem Mitglied der National Academy of Engineering und Fellow von INFORMS.

## Schriften
- mit A. Zeevi: A Method for Staffing Large Call Centers based on stochastic fluid models, Manufacturing and Service Operations Management, Band 7, 2005, S. 20–36
- A Broader View of Brownian Networks: Annals of Applied Probability, Band 13, 2003, S. 1119–1150
- Brownian Motion and Stochastic Flow Systems, Wiley 1985
- mit S. R. Pliska: Martingales and Stochastic Integrals in the Theory of Continuous Trading,  Stochastic Processes and their Applications, Band 11, 1981, S. 215–260
- mit Daniel Kreps: Martingales and Arbitrage in Multiperiod Securities Markets, Journal of Economic Theory, Band 30, 1979, 381–408
- mit J. A. Van Mieghem: Dynamic Control of Brownian Networks: State Space Collapse and Equivalent Workload Formulations, Annals of Applied Probability, Band 7, 1997, S. 747–771
- mit J. G. Dai: The QNET Method for Two-Moment Analysis of Closed Manufacturing, Annals of Applied Probability, Band 3, 1993, S. 968–1012
- mit H. Landau, L. A. Shepp: The Stationary Distribution of Reflected Brownian Motion in a Planar Region, Annals of Probability, Band 13, 1985, S. 744–757
- mit R. J. Williams: Multidimensional Reflected Brownian Motions Having Exponential Stationary Distributions, Annals of Probability, Band 15, 1987, S. 115–137